# Glenea luteicolle
Glenea luteicolle là một loài bọ cánh cứng trong họ Cerambycidae.